# Afrocerura tanganyikae
Afrocerura tanganyikae är en fjärilsart som beskrevs av Sergius G. Kiriakoff 1963. Afrocerura tanganyikae ingår i släktet Afrocerura och familjen tandspinnare. Inga underarter finns listade i Catalogue of Life.